# Davey Havok

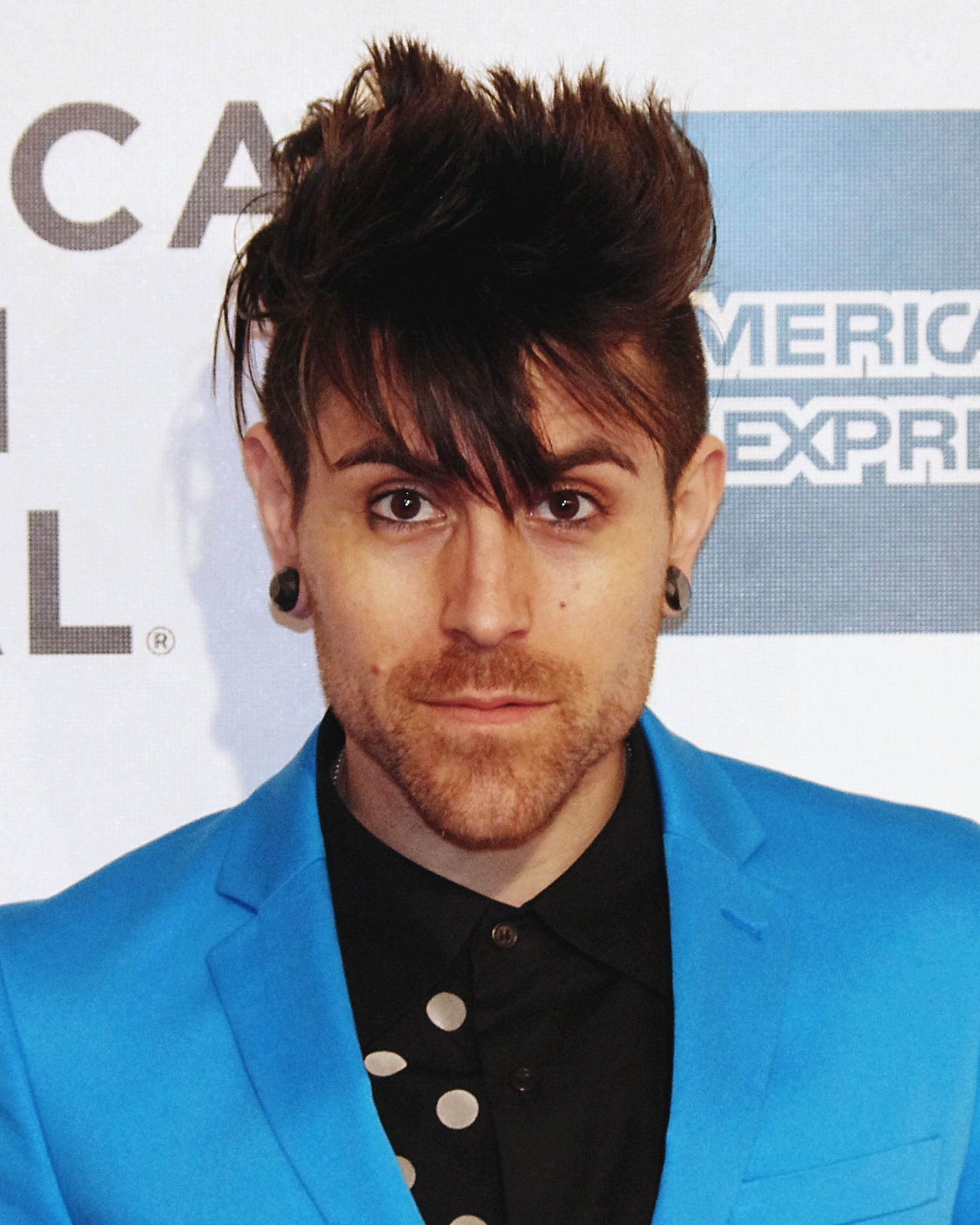
Davey Havok in 2012

David Paden Marchand (geboren als David Paden Passaro; Rochester, New York, 20 november 1975) is de zanger van de Amerikaanse band AFI. Zijn artiestennaam is Davey Havok.

## Jeugd
Zijn vader stierf toen Davey Havok 5 jaar was. Toen zijn moeder hertrouwde nam hij de naam aan van zijn stiefvader, Marchand. Havok heeft een broer, Mike Marchand.

## Muziekcarrière
In 1991 besloten Davey Havok en zijn vrienden Mark Stopholese en Vic Chalker een band op te richten. Snel daarna kwam Adam Carson bij de band. In het begin kon niemand van de band een instrument bespelen, maar Vic besloot basgitaar te leren, Adam, die een drumstel had, werd de drummer, en Mark werd de gitarist. Na de middelbare school ging de band uit elkaar omdat de bandleden naar verschillende universiteiten gingen.
Davey Havok studeerde Engels en Psychologie aan UC Berkeley. Daar schreef hij teksten die zouden verschijnen op de twee eerste albums van de band: "Answer That and Stay Fashionable" en "Very Proud of Ya".
Na een reünie-optreden wat later dat jaar besloten de bandleden al hun tijd in de band te stoppen.
Toen de band toerde voor "Answer That and Stay Fashionable" verliet Vic Chalker de band. Hij werd vervangen door Hunter Burgan.
Op het album "Shut Your Mouth and Open Your Eyes" begon Havok serieuzere teksten te schrijven, onder andere over geloof en de mensheid.
Na de "A Fire Inside EP" werd Mark Stopholese vervangen door Jade Puget.
in 1997 en 1998 werkte Havok mee met The Offspring voor de albums: Ixnay on the Hombre en Americana
Davey Havok zat in de band Son Of Sam (2000).
Samen met Jade Puget, de gitarist van A.F.I. heeft Havok de band Blaqk Audio opgericht.